# Gießen (Urformen)

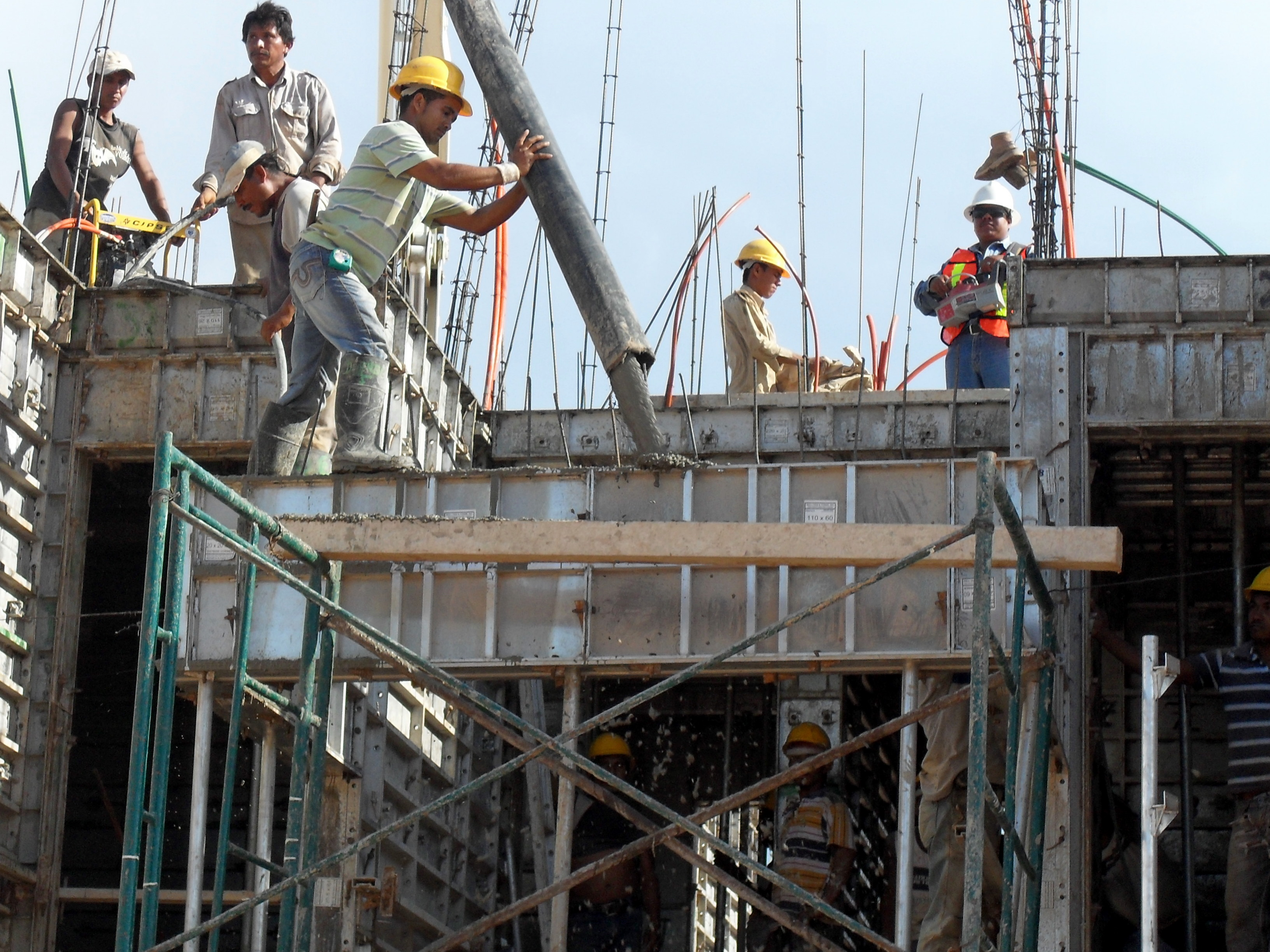
Gießen von Beton

Das Gießen ist ein Fertigungsverfahren bei dem Flüssigkeiten, Pasten oder Brei in Formen gefüllt werden und dort erstarren. Das Gießen zählt zur Hauptgruppe des Urformens. Definiert ist das Gießen als Urformen aus dem flüssigen, breiigen oder pastenförmigen Zustand.
Am bekanntesten ist das Gießen von Metallen bei dem geschmolzenes Metall (Flüssigkeit) verwendet wird.
In der DIN 8580 werden folgende Varianten ausdrücklich als Teil des Urformens erwähnt:
- Urformen aus dem flüssigen Zustand:
  - Schwerkraftgießen
  - Druckgießen
  - Niederdruckgießen
  - Stranggießen
- Urformen aus dem plastischen Zustand:
  - Spritzgießen (auch für Kunststoffe)

- Urformen aus dem breiigen Zustand (z. B. Keramikschlicker)
  - Gießen von Beton, Gips
  - Gießen von Porzellan, Keramik (siehe Schlickerguss)

Außerdem gibt es noch:
- Mineralguss zur Herstellung von Polymerbeton
- Mogultechnik für Lebensmittel
- Zahnmedizinisches Gießen ist beschrieben unter Einbettmasse